# Liste de ponts romains
Cette liste de ponts romains ne comprend que des ponts encore existants ou dont les vestiges sont encore très discernables.

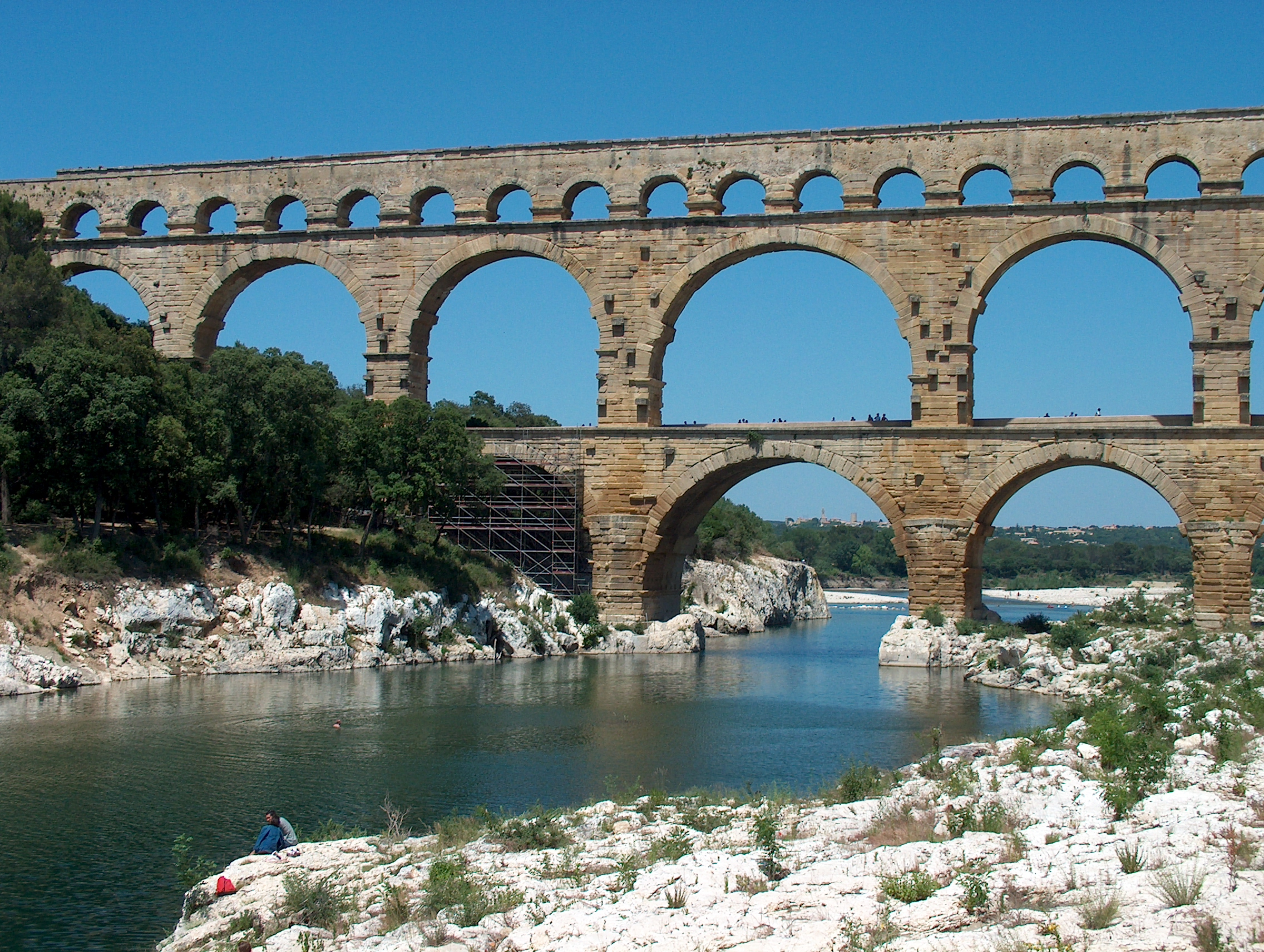
Le pont du Gard (France).

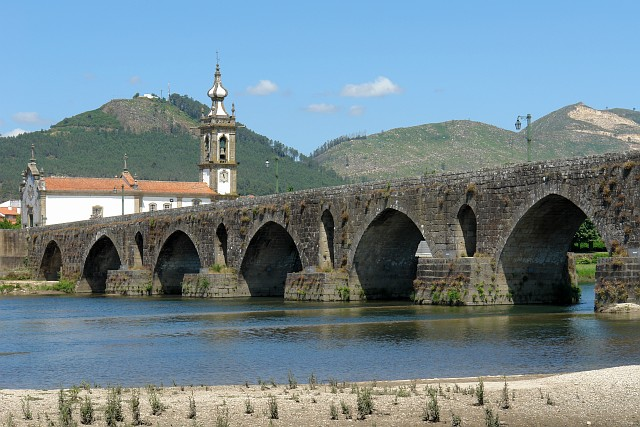
Pont de Lima (Portugal).

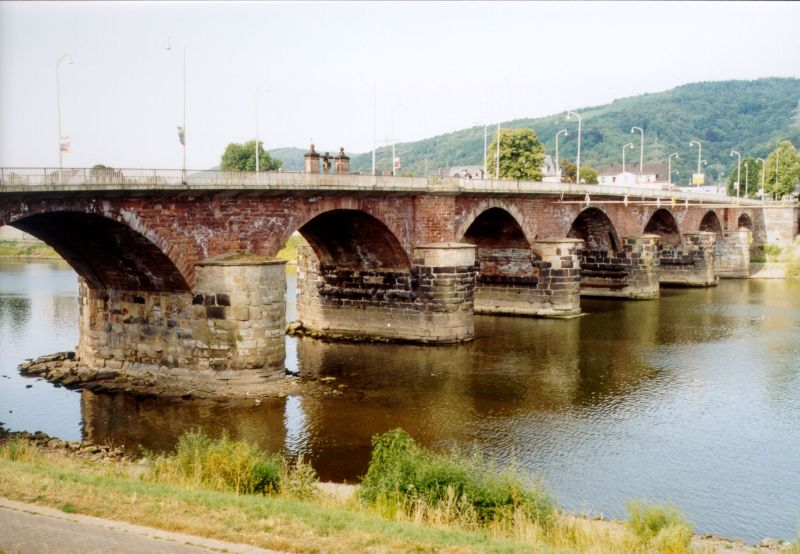
Pont romain de Trèves (Allemagne).

## Algérie
- Pont romain d'El Kantara, pont routier sur l'oued El Haï.

## Allemagne
- Pont romain de Trèves, pont-route sur la Moselle, ancien pont mixte à tablier en charpente : seules les piles de pierre sont d'origine.
- Pont romain de Mayence, pont-route sur le Rhin, ancien pont mixte à tablier en charpente. Les piles sont de pierre.

## Espagne

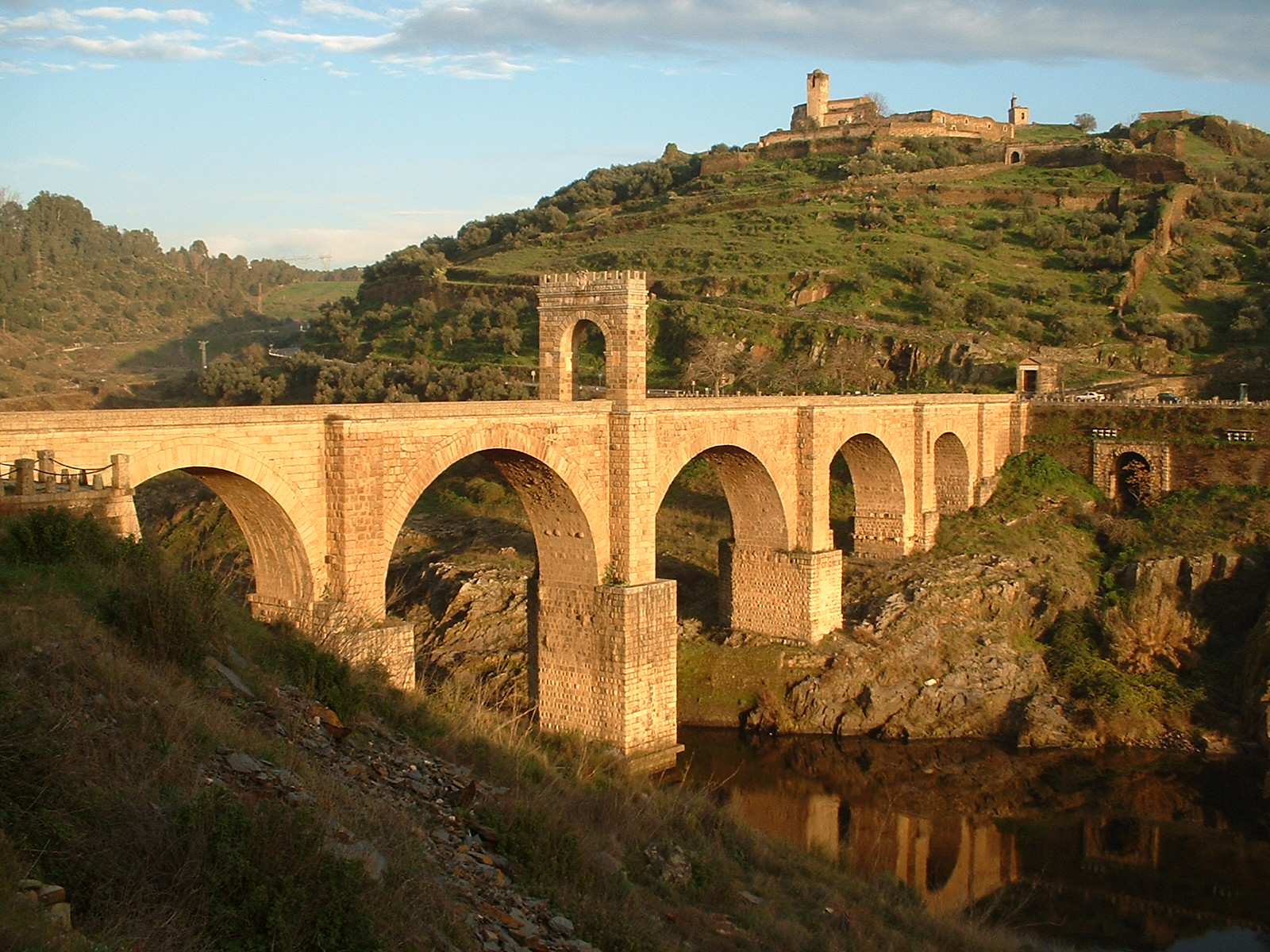
Pont d'Alcántara
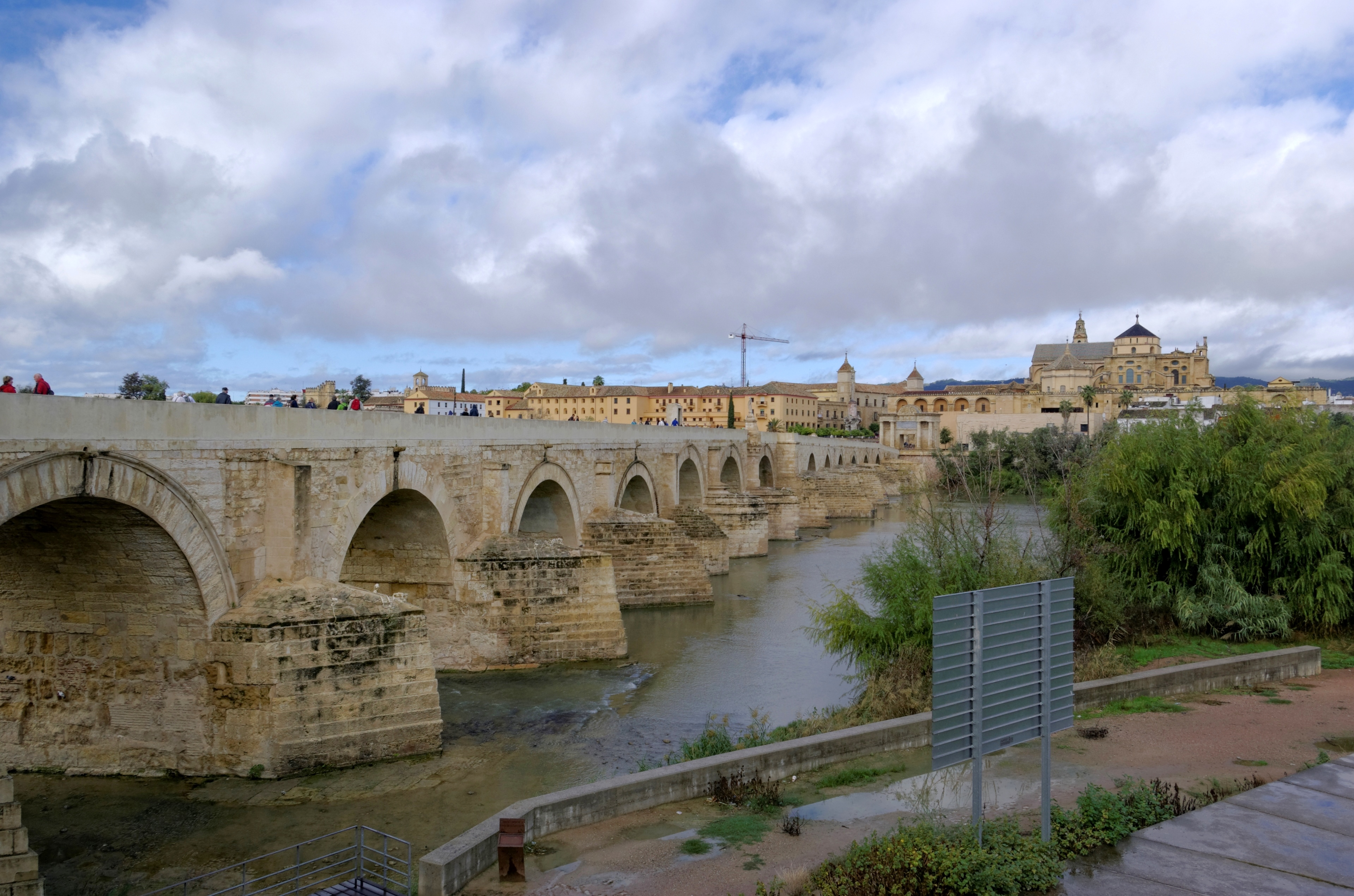
Pont romain de Cordoue

- Pont d'Alcántara (Cáceres, Estrémadure), sur le Tage : le plus important et le plus haut de tous les ponts routiers romains conservés jusqu'à nos jours : 6 arches, 194 m de long, 8 m de large, 61 m de hauteur maximale, construit en 104, sous Trajan, avec un arc de triomphe central en son honneur. Petit temple romain annexe.
- Pont romain de Cordoue, Ier siècle. Reconstruit plusieurs fois, dont début XXe siècle. Deux arches (la 14e et la 15e) sont d'origine. L'ensemble du pont a été restauré en 2006. Il est maintenant réservé aux piétons.
- Pont sur l'Albarregas de Mérida sur l'Albarregas, pont routier à proximité de l'aqueduc de Los Milagros.
- Pont romain de Mérida sur le Guadiana, en partie reconstruit au XVIIe siècle, le plus long de tous les ponts romains.
- Pont de Salamanque, pont routier sur le Tormes.
- Puente de la Molina, pont routier sur le Turón, près d'Ardales, province de Malaga.
- Pont routier sur la gorge de Trocha Real, sur le col de Candelada, province d'Ávila.
- Pont du diable de Martorell, permettant à la Via Augusta de franchir le Llobregat. Subsistent de l'époque romaine des piles et un arc de triomphe à l'entrée gauche.

## France

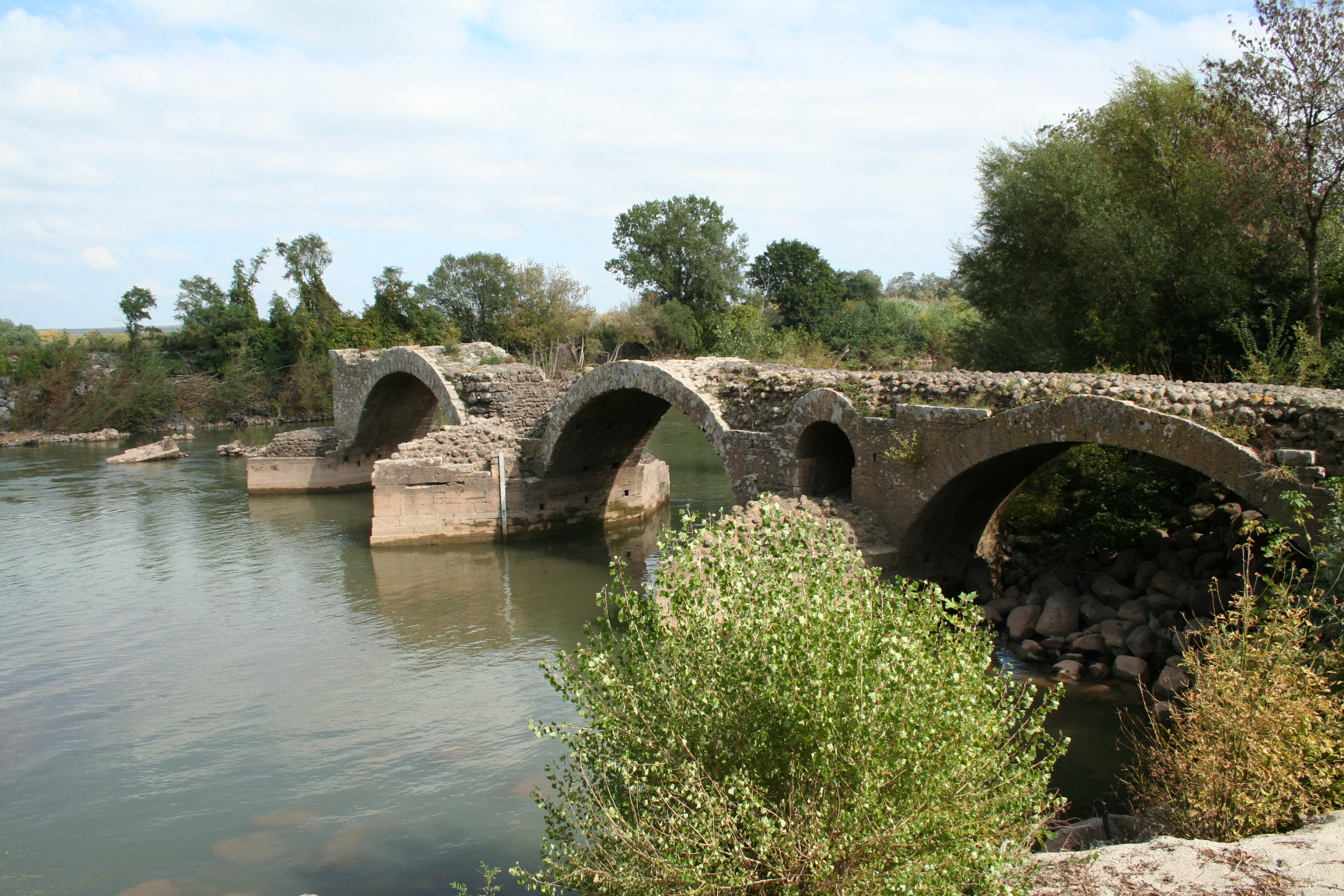
Pont romain de Saint-Thibéry (Hérault)
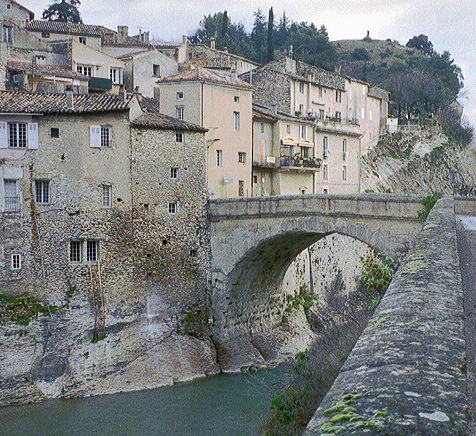
Pont de Vasio (Vaison-la-Romaine)
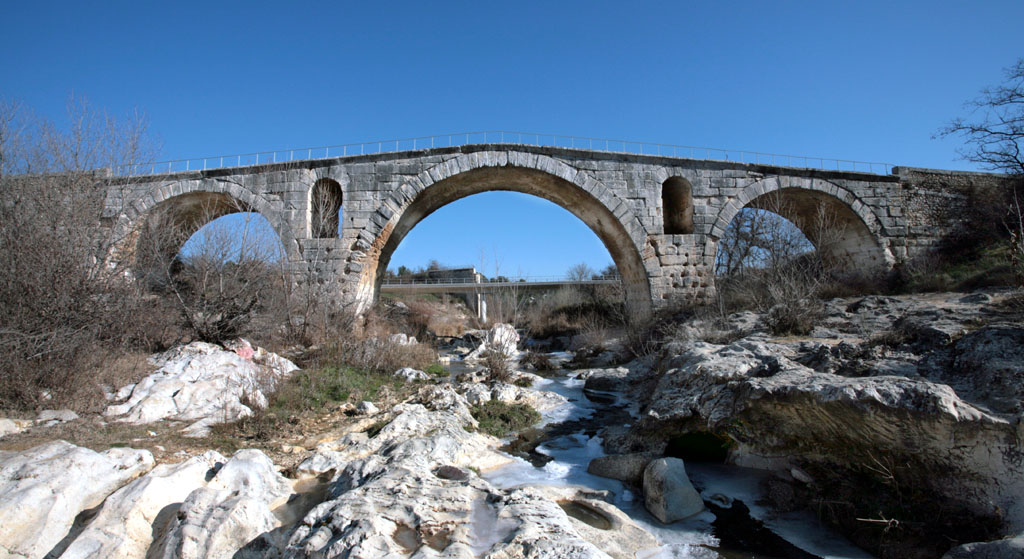
Pont Julien  (Vaucluse)
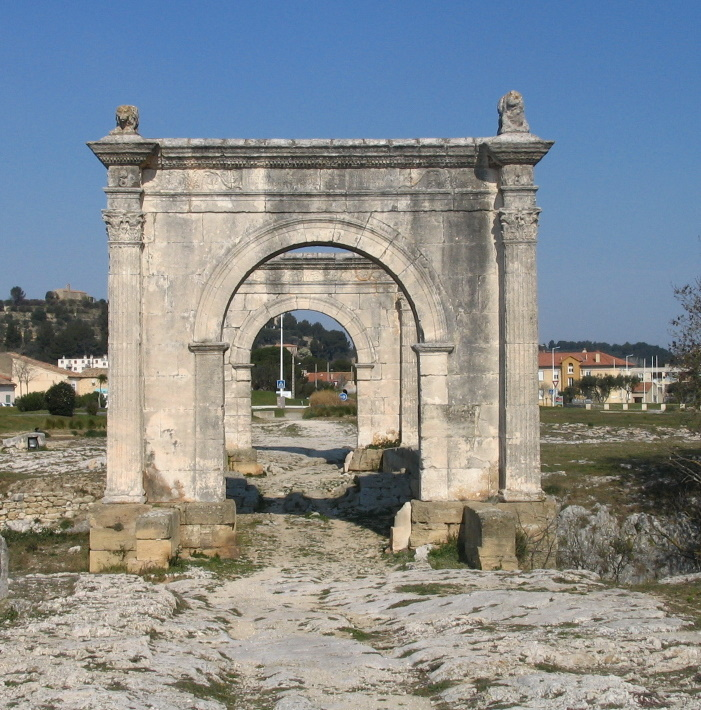
Le pont Flavien  (Saint-Chamas)

- Pont de Lurs, pont routier d'origine romaine à une arche, permettant à la Via Domitia de franchir le torrent du Buès entre les communes actuelles de Lurs et Ganagobie (Alpes-de-Haute-Provence).
- Pont romain de Viviers (Ardèche) sur l'Escoutay.
- Pont romain du Pouzin, pont routier romain à une arche sur l'Ouvèze situé au Pouzin (Ardèche).
- Pont romain à Spoy (Aube).
- Pont des Marchands, à Narbonne (Aude), pont habité d'origine romaine et modifié au XIIe siècle, permettant à la Via Domitia de franchir le canal de la Robine (ancien cours de l'Aude dans l'Antiquité). Une arche sur six est visible.
- Pont dit de Constantin, dont il ne reste que des ruines, à Arles (Bouches-du-Rhône).
- Pont Flavien, du nom de son constructeur, un patricien du Ier siècle. Pont d'une seule arche cintrée de 20 mètres, jetée sur la rivière Touloubre à l'entrée de Saint-Chamas (Bouches-du-Rhône)[1].
- Pont romain de Villeperdrix (Drôme), pont routier ruiné à une arche qui permettait à la voie reliant Vasio et Lucus Augusti (Luc-en-Diois) de franchir le ruisseau de la Croix. Détruit dans les années 1930, il n'en subsiste plus qu'une culée.
- Pont vieux d'Uzès (Gard), pont routier sans doute romain permettant à la voie se dirigeant vers Blauzac de franchir Les Seynes.
- Pont d'Ambrussum (Pont Ambroix), pont-route romaine sur la Via Domitia, franchit le Vidourle entre Gallargues-le-Montueux et Villetelle (Gard) : il subsiste une arche.
- Pont Tibère à Sommières (Gard) : franchissant aussi le Vidourle, permettait à la Via Luteva de traverser le fleuve sur une longueur initiale de 189 mètres. Il a cependant subi d'importantes restaurations au XVIIIe siècle par l'ingénieur Pitot après une terrible vidourlade mais conserve tout son aspect antique, mis à part le tablier.
- Pont d'Arnia, en Vaunage (Gard) franchissant le Rhôny entre les communes de Nages-et-Solorgue et Calvisson. Il permettait à la Via Luteva, en provenance de Nîmes, de relier Sommières puis Lodève et enfin Toulouse. Il a fait l'objet d'une récente et heureuse réhabilitation.
- Pont du Gard (Gard), pont-aqueduc romain sur le Gardon. Tout à fait exceptionnel par son état de conservation, il a été classé sur la première liste des monuments historiques établie en 1840 par Prosper Mérimée. Il a été classé au patrimoine mondial de l'UNESCO en 1985.
- Pont romain de Saint-Thibéry (Hérault), sur l'Hérault.
- Pont romain d'Ascain (Pyrénées-atlantiques) sur la Nivelle.
- Pont de Sceaux-Sur-Huisne (Sarthe), pont sur la route de Boësse-le-Sec.
- Pont de Domqueur (Somme), sur la Via Agrippa reliant Lyon à Boulogne par Reims et Amiens[2].
- Pont d'Aiguines[3], à Aiguines (Var), où fut tournée la scène de l'attaque d'aviation dans le film Jeux interdits est un pont routier romain à 9 arches sur la route romaine du Verdon. Depuis 1973, il est submergé par les eaux du barrage du lac de Sainte-Croix.
- Pont romain des Esclapes de Fréjus (Var), pont routier sur le Béal (Vallon des Marronniers).
- Pont de Vaison-la-Romaine (Vaucluse), pont routier sur l'Ouvèze.
- Pont Julien, pont routier sur le Coulon, à une intersection de l'ancienne Via Domitia, environ 5 km au nord de Bonnieux et à 8 km à l'ouest d'Apt (Vaucluse).

## Grèce
- Pont romain de Patras, pont-route sur le fleuve côtier Kallinaos, dont les vestiges composés de trois arches sont datés entre le IIe et le IVe siècle.

## Italie

### Ponts routiers sur le Tibre, à Rome
- Pont Milvius
- Pont Saint-Ange (Pont Aelius)
- Pont Fabricius
- Pont Cestius
- Pont Aemilius
- Pont Sublicius

### Ponts proches de Rome
- Ponte di Nona, pont routier romain au IXe mille de la Via Praenestina, à l'est de la Ville.
- Pont Mammolo, pont routier sur la Via Tiburtina, franchit l'Anio dans le nord de la Ville : deux arcs subsistent.
- Pont Lucano, pont routier sur la Via Tiburtina, franchit l'Anio près de la Villa Hadriana. Très bon état, campagne de restauration.
- Pont Nomentano, pont routier sur l'Aniene, fortifié à partir du VIIIe siècle, plusieurs fois reconstruit.

### Ponts en dehors de Rome

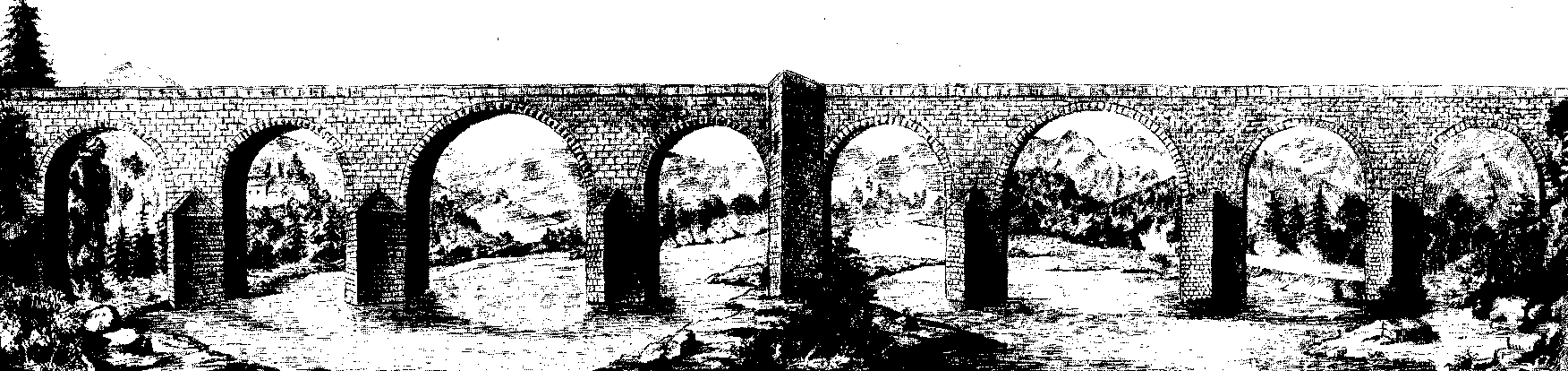
Pont de Lemine (it), Almenno San Salvatore (Province de Bergame), écroulé en 1493.
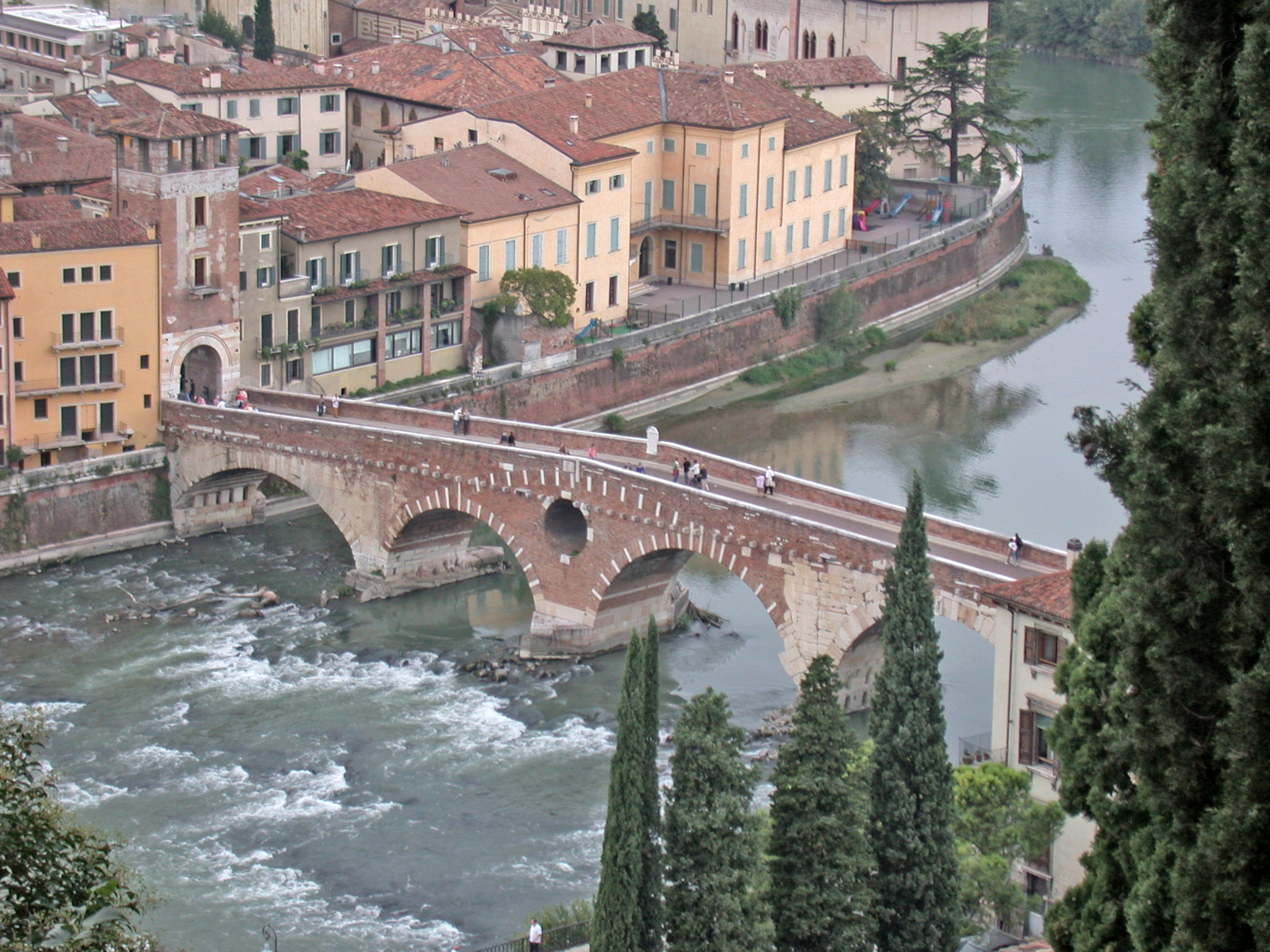
Le pont de Pierre, à Vérone
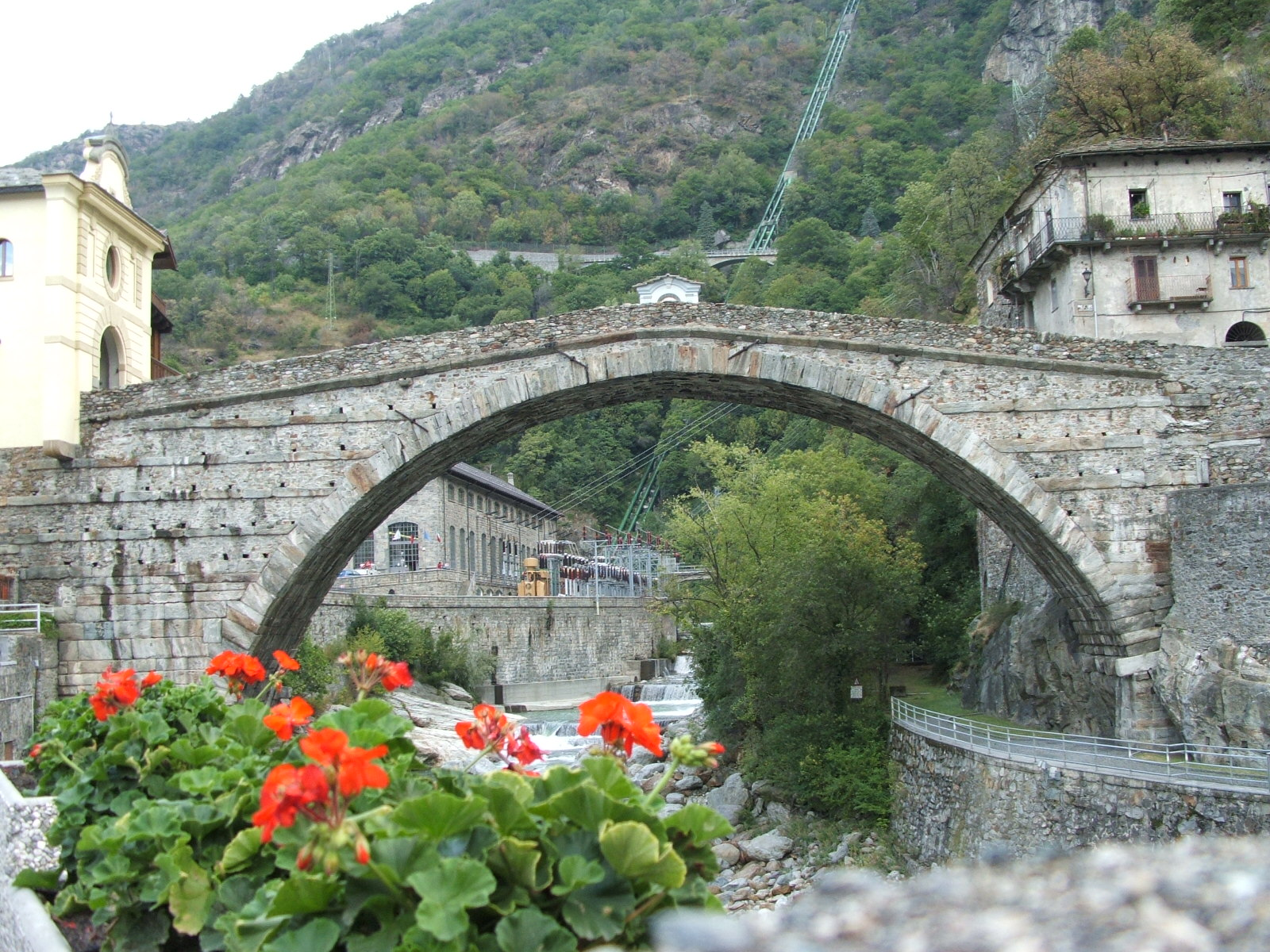
Pont Saint-Martin (Vallée d'Aoste)

- Pont d'Auguste à Narni, pont routier romain sur la Nera : en ruine, une arche est conservée.
- Pont d'Hannibal, pont routier ruiné, à Rapallo.
- Ponte del Diavolo ("pont du Diable"), à Bléra, près de Viterbe, très ancienne route romaine au-dessus du fleuve Biedano.
- Ponte della Rocca ("pont de la Roche"), à Bléra, près de Viterbe, très ancienne route romaine au-dessus du fleuve Biedano.
- Ponte di Cecco, à Ascoli Piceno, pont routier romain datant de la République : reconstruit, après destruction par les troupes allemandes lors de la Seconde Guerre mondiale.
- Ponte Pietra ("pont de Pierre"), à Vérone, pont routier romain, élargi au Moyen Âge, en grande partie reconstruit après 1945, après destruction par les troupes allemandes.
- Ponte di San Giovanni ("Pont Saint-Jean"), près de Fossato di Vico, province de Pérouse, Ombrie, pont-route sur l'ancienne Via Flaminia.
- Ponte di San Rocco, à Vimercate, en Lombardie, au-dessus du fleuve Molgora.
- Pont de Solestà, à Ascoli Piceno, pont routier romain sur la rivière Tronto.
- Ponte di Cecco, à Ascoli Piceno, pont routier romain sur le torrent Castellano.
- Ponte del Gran Caso, à Ascoli Piceno, pont routier romain sur le torrent Gran Caso.
- Ponte Mallio à Cagli (ancienne Cale), en Ombrie, pont routier romain restauré, sur la Via Flaminia.
- Ponte Romano sull'Ofanto, "pont romain sur l'Aufide", sur la Via Appia Traiana, près de Canosa, Pouilles.
- Pont d'Aël, dans le village du même nom, sur la commune d'Aymavilles, pont-aqueduc romain franchissant la Grand Eyvia (bas val de Cogne), en Vallée d'Aoste.
- Pont Saint-Vincent, en Vallée d'Aoste, vestiges d'un pont routier sur le torrent Cillian, détruit par un tremblement de terre en 1839.
- Pont Saint-Martin, pont romain situé dans la ville du même nom, dans la basse vallée d'Aoste, franchissant le torrent Lys.
- Pont-aqueduc du Grand-Arvou, franchissant le ru Prévôt, dans la commune de Roisan, en Vallée d'Aoste.
- Pont de pierre, à Aoste.
- Pont de Tibère, à Rimini, pont routier romain sur la rivière Marecchia.

## Iran
- Band-e Kaisar ou pont Shadervan : pont-barrage

## Portugal

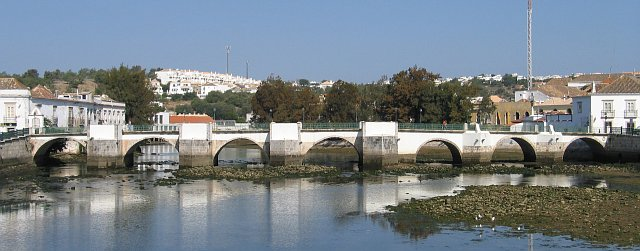
Pont romain de Tavira (Algarve)
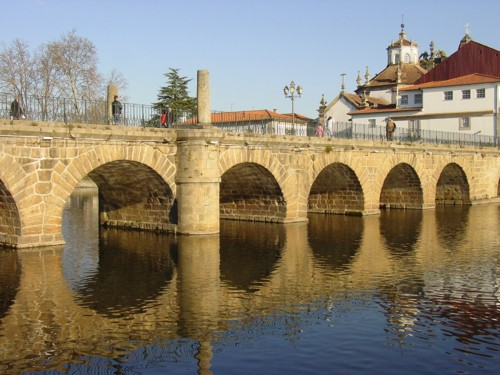
Ponte de Trajan, à Chaves

Le Portugal détient le record du nombre de ponts romains intacts[réf. souhaitée].
- Pont de Cavês, près de Cabeceiras de Basto, pont routier sur la Ribeira de Cavez.
- Pont de Crato, pont routier sur la Caia.
- Pont de Monforte, pont routier sur la Ribeira Grande.
- Pont près de Murça, pont routier sur la Tinhela.
- Pont de Vila Formosa près de Seda (Alter do Chão), pont routier sur la Ribeira de Seda. 39° 12′ 58″ N, 7° 47′ 06″ O
- Pont de Lima, à Ponte de Lima, pont routier sur la Lima.
- Pont d'Arco, à Folhada (Marco de Canaveses), pont routier sur la Ovelha.
- Pont romain de Ladeira à Mação, pont routier sur la Ribeira da Pracana.
- Pont São João à Caldas das Taipas près de Caldelas (Guimarães), pont routier sur l'Ave (pont bas, sans arches).
- Pont de Trajan à Chaves, pont routier sur la Tâmega.
- Pont de Beselga à Beselga, Penedono.

## Tunisie

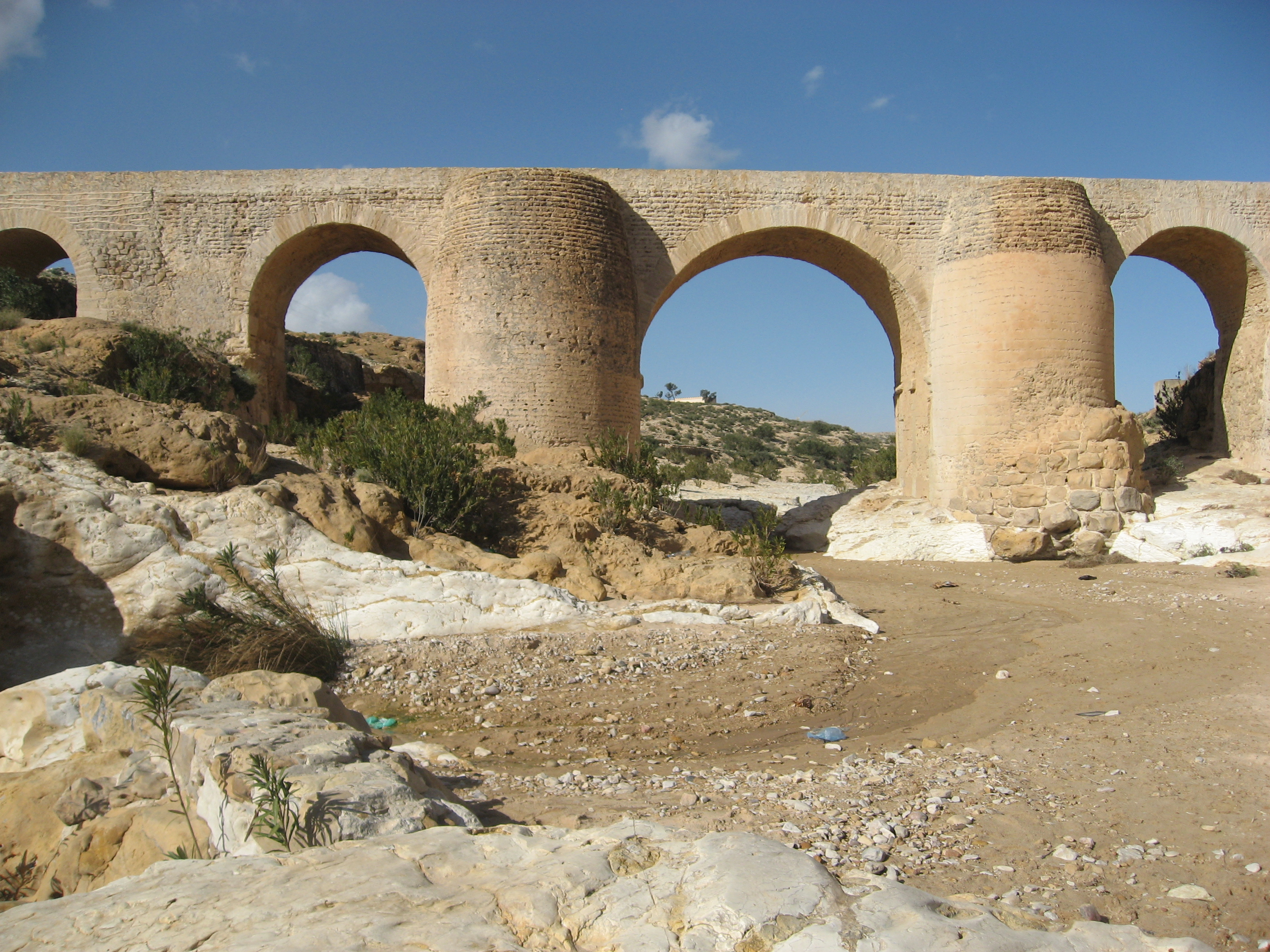
Pont-aqueduc à Sbeïtla
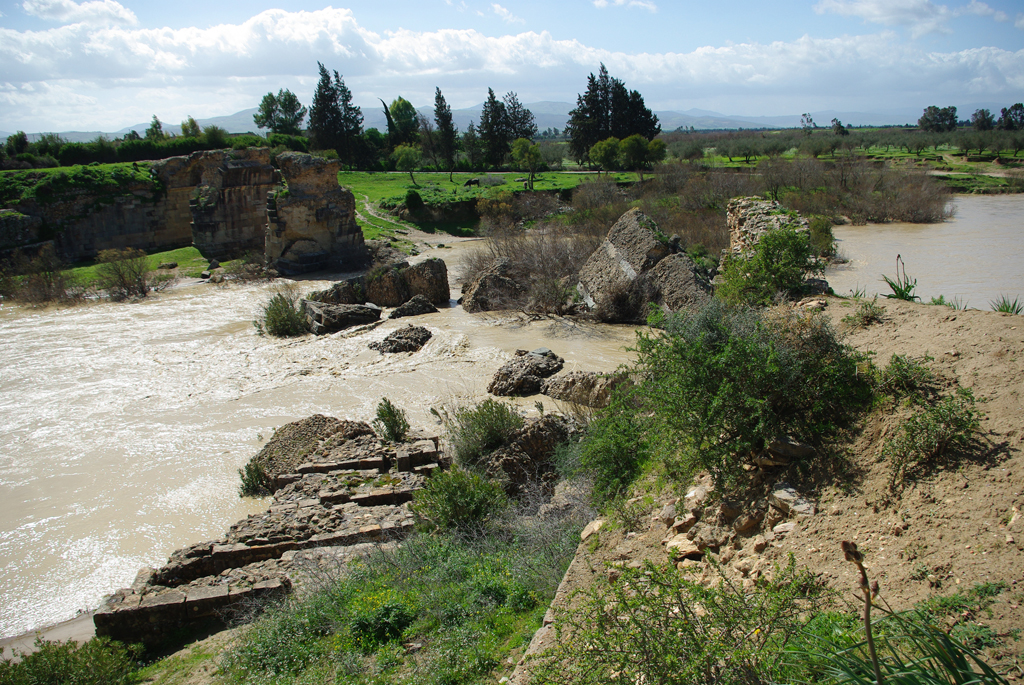
Pont romain en ruines de Chemtou
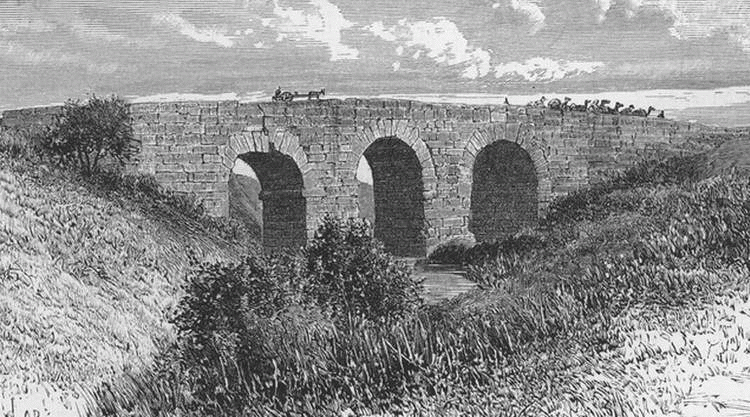
Pont de Trajan à Béja
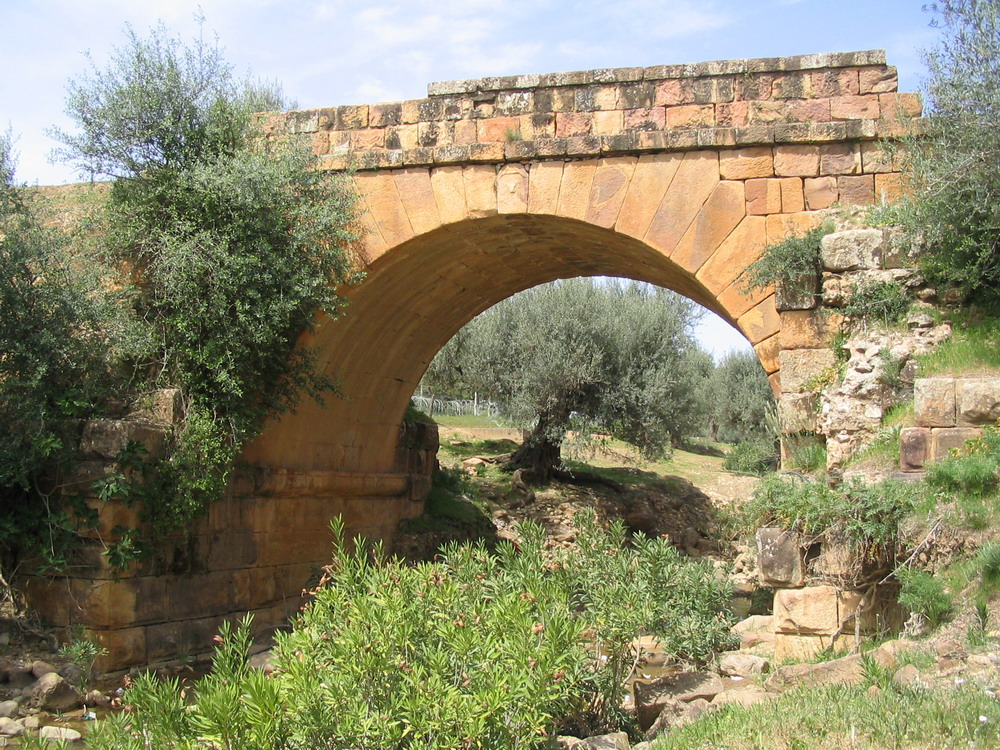
Pont de Thuburnica

- Pont de Tibère de Béja (parfois abusivement appelé Pont de Trajan), pont routier sur l'oued Beja, sur l'ancienne voie romaine Carthage - Hippone,
- Pont de Chemtou, pont routier sur l'oued Medjerda, sur l'ancienne voie romaine Tabarka -  Sicca Veneria, aujourd'hui en ruines.

- Pont de Thuburnica, pont routier sur l'oued el-Endja, sur l'ancienne voie romaine Carthage - Hippone, toujours utilisé aujourd'hui par la route moderne.
- Pont de Sbeitla, pont-aqueduc sur l'oued Sbeïtla.

## Turquie

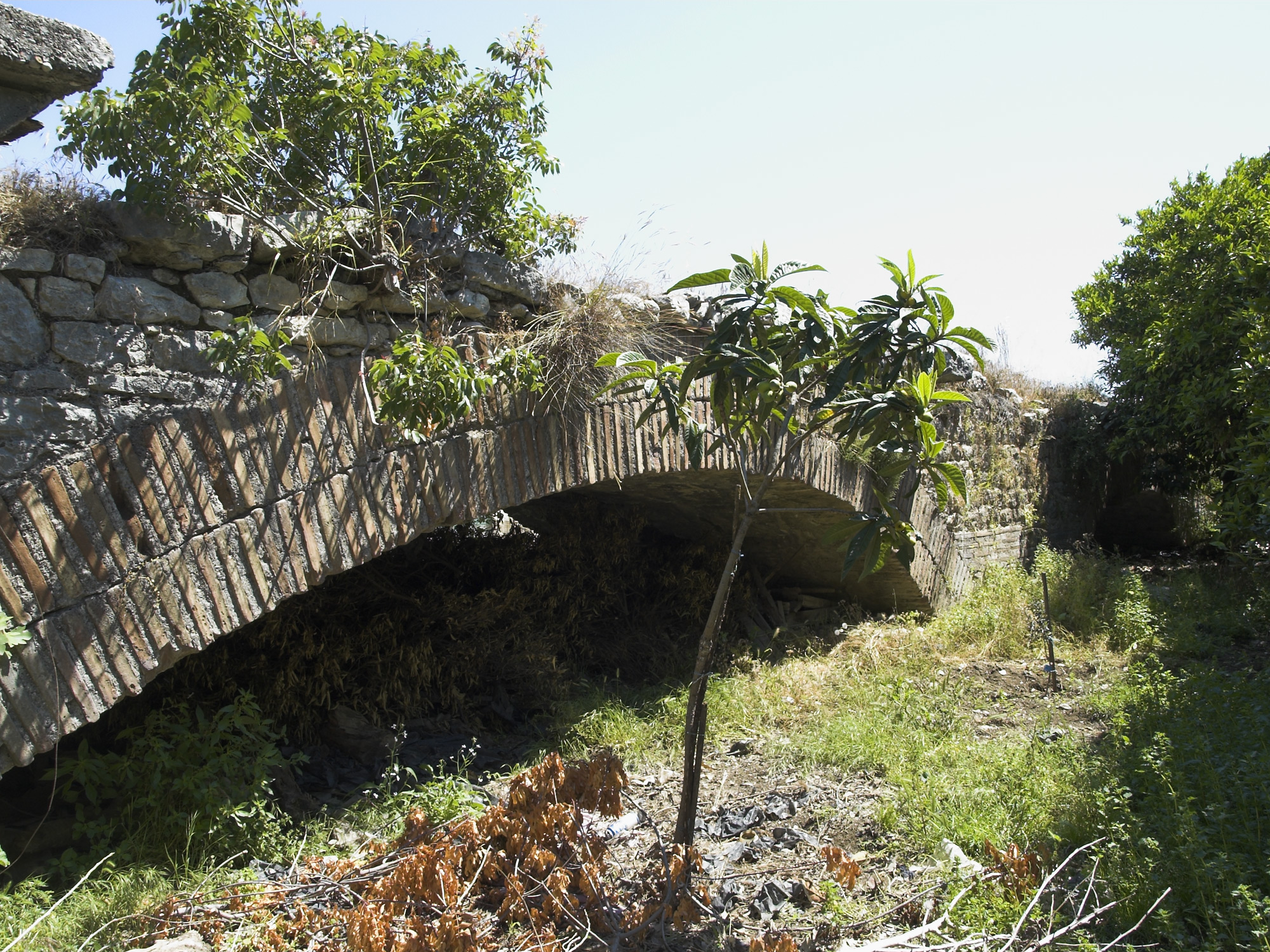
Pont de Limyra
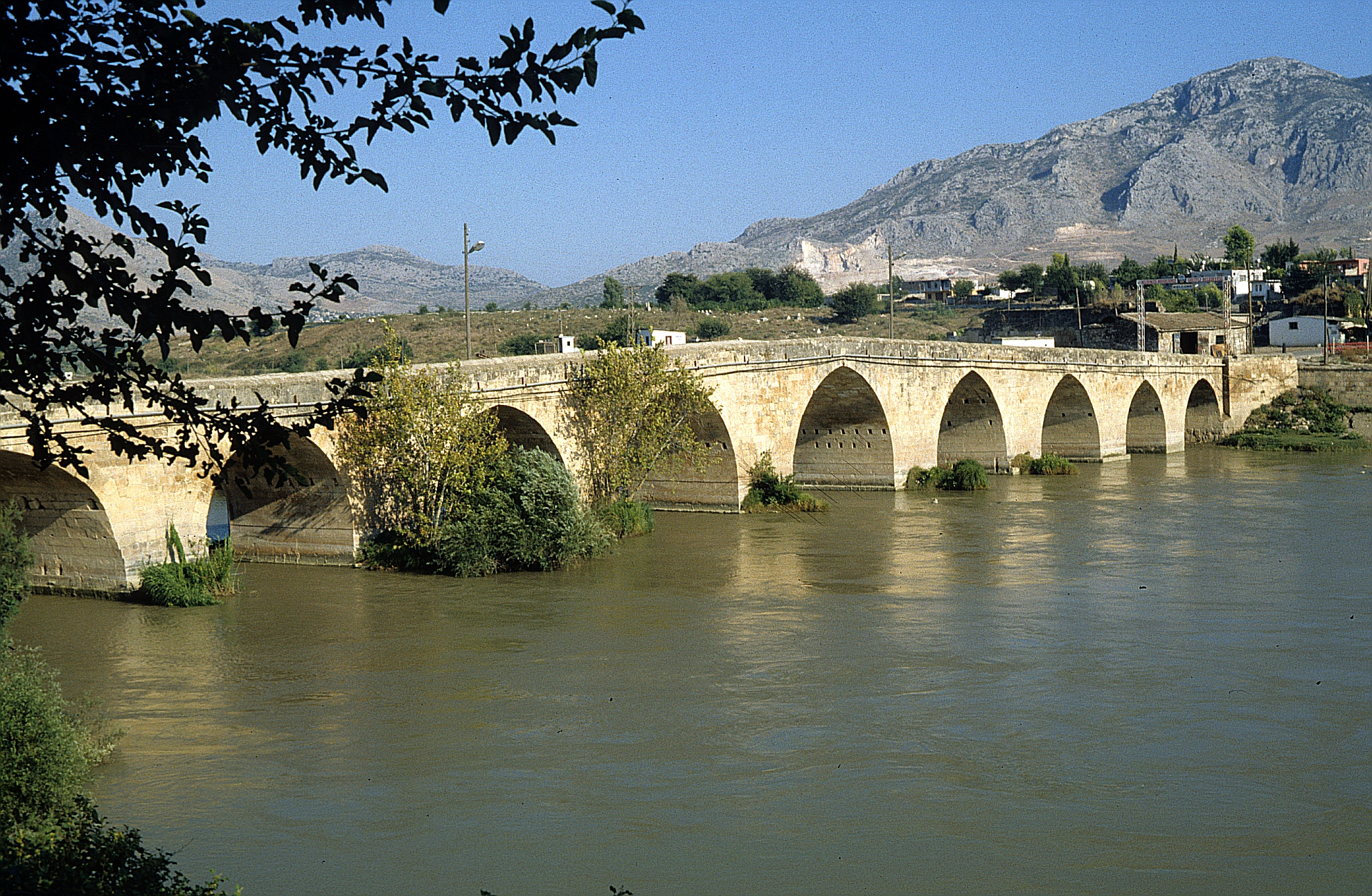
Pont de Mopsueste

- Pont de pierre d'Adana
- Pont de Limyra
- Pont de Mopsueste